# ハリー・グリフィス (宣教師)

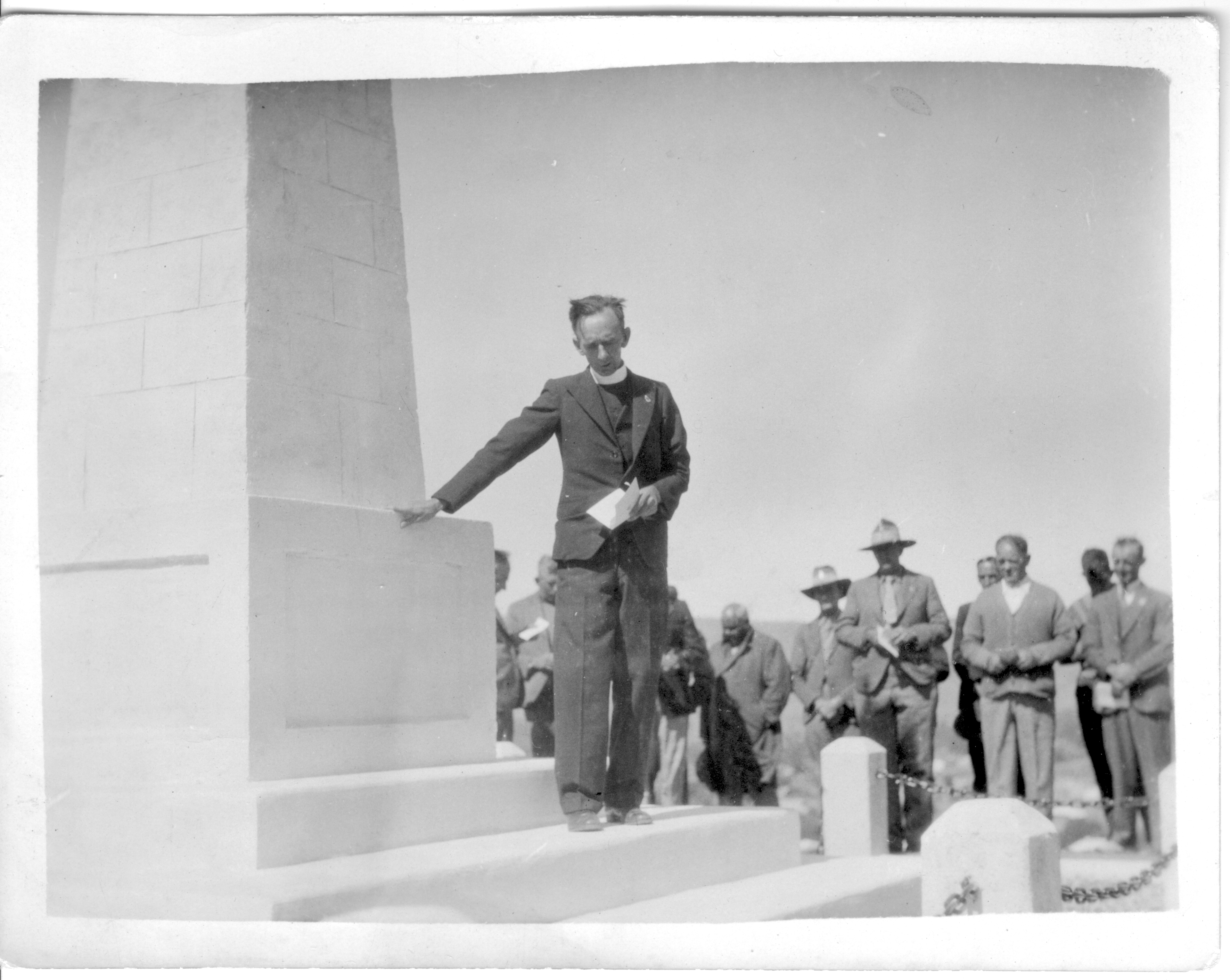
1934年、アンザック・ヒルで、ANZAC記念碑の奉献をおこなうハリー・グリフィス。

ハリー・グリフィス（Harry Griffiths、1895年 – 1987年）は、オーストラリアのノーザンテリトリー（北部準州）アリススプリングスで、オーストララシア（オーストラリアおよび周辺地域）におけるメソジスト教会であるオーストララシア・メソジスト教会による内陸宣教に従事した、キリスト教の教役者。アリススプリングスでグリフィス・ハウスを創設し、アンザック・ヒルの記念碑を設計、設置したことで知られる。

## 生い立ち
ハリー・グリフィスは、1895年にイングランドで生まれた。
第一次世界大戦中にフランスの戦場で医療班に従事していた際に負傷したことから、傷痍軍人としてイギリス陸軍を除隊となり、妻ドロシー (Dorothy) と結婚した。暖かい気候の土地への転地を勧められたグリフィスは、支援金を受けることができなかったが、夫婦で旅費を工面してオーストラリアへ渡航し、まずはメルボルンに住み着いた。
メルボルンにいた時期に、グリフィスは国内宣教師 (home missionary) となり、按手への一歩を踏み出したが、その過程でノーザンテリトリーのキャサリンに派遣された。

## ノーザンテリトリーでの生活
キャサリンにおいて、グリフィスは、しばしばドロシーの助けも借りながら、周辺地域を回り、ドロシーともども孤立した子どもたちのために手紙のやり取りを通じて指導をしたり、日曜学校で教えたりした。夫妻は牧師館（マンス）に居住していたが、家の中は、ビールのケースや茶箱などが簡素に置かれているだけであった。
グリフィスは、按手されると、アリススプリングスに移り住み、牧師として働きながら、医療や歯科医療の支援も提供し、自身のインターナショナル製の作業用トラックを救急車として使うこともあった。
アリススプリングスに移って間もなく、グリフィスは、全豪退役軍人会の理事長として、後にアンザック・ヒルとして知られることになる丘の周辺一帯の平地をリクリエーションのための保護区とし、丘の頂に記念碑を建立することを提案するロビー活動を展開した。彼は記念碑を設計し、1934年4月25日のANZACの日に、除幕と奉献をおこない、演説した。
第二次世界大戦の勃発に伴い、グリフィスは従軍牧師に任じられ、戦時中はノーザンテリトリーやビクトリア州、さらにパレスチナで活動した。戦時下で、グリフィスは、グリフィス・ハウスという、働くためにアリススプリングスへ移ってきた年若い単身者たちのための宿舎の建設に着手していたが、1941年7月5日にこの施設が開業した時点で、既に計画は変更されて、この施設はアリススプリングスに駐留する兵士たちのための社交クラブに転用されることになった。戦後、1945年には、この施設は、中央オーストラリアの遠隔地から学校教育を受けるために集まった子どもたちの寄宿舎に転用された。
グリフィスは、アリススプリングス進歩協会 (Alice Springs Progress Association) の会長も務めた。

## 後年と最期
グリフィス夫妻は、1952年にアリススプリングスを離れ、南オーストラリア州マレーブリッジに移った。
グリフィスは1987年に死去し、遺灰はアンザック・ヒルに埋葬された。

## 関連文献
- An Australian adventure / [by] Harry Griffiths
- Griff : an account of the Methodist Inland Mission and particularly the service rendered by Rev. and Mrs Harry Griffiths / by E. R. Sexton
- Pederick, Alec W. (1970), Men on the frontier a brief history of the Federal Methodist Inland Mission, Melbourne Methodist Publishing House (Aldersgate Press), ISBN 978-0-85571-050-7